# Грб Владимирске области
Грб Владимирске области је званични симбол једног од субјеката Руске федерације са статусом области — Владимирске области. Грб је званично усвојен 20. јануара 1999. године.

## Опис грба
Грб Владимирске области је слика златног ходајућег лава који је крунисан, а у десној шапи држи, а лијевом придржава дуги сребрни крст на тамно црвеном пољу. Штит је крунисан императорском круном и окружен је златни храстовим лишћем, увезаних у траку Светог Андрија.